# Eulamprus martini
Eulamprus martini là một loài thằn lằn trong họ Scincidae. Loài này được Wells & Wellington mô tả khoa học đầu tiên năm 1985.